# Dégradation du bien d'autrui (droit français)
 (juillet 2023).
Si vous disposez d'ouvrages ou d'articles de référence ou si vous connaissez des sites web de qualité traitant du thème abordé ici, merci de compléter l'article en donnant les références utiles à sa vérifiabilité et en les liant à la section « Notes et références ».
En droit français, la dégradation du bien d'autrui est une infraction civile si l'intégralité du dommage est « léger », et pénale s'il est « lourd ». 
La dégradation du bien d'autrui est une contravention si l’intégralité du dommage résultant est « léger » et un délit pénal si elle a occasionné un dommage non léger. Dans le premier cas, la personne ayant commis l'infraction peut être condamnée à une peine d'amende, de travail d'intérêt général, de suspension du permis de conduire. Dans le second cas, elle peut être condamné aux mêmes peines, ou à la peine d'emprisonnement avec sursis ou sans sursis pouvant aller jusqu'à deux ans. Des peines supérieures sont prévues en cas de dégradations avec circonstances aggravantes.
Les graffitis sont réprimés par l'article 322 alinéa 2 du code pénal, qui prévoit que « le fait de tracer des inscriptions, des signes ou des dessins, sans autorisation préalable, sur les façades, les véhicules, les voies publiques ou le mobilier urbain est puni de 3750 euros d'amende et d'une peine de travail d'intérêt général lorsqu'il n'en est résulté qu'un dommage léger. »
La victime peut aussi saisir la juridiction civile et solliciter des dommages-intérêts dans le cadre de la responsabilité civile délictuelle. Le fondement légal est l'article 1240 du code civil (ancien article 1382 du code civil).